# Chiesa di Santo Stefano (Parma, Martorano)
La chiesa di Santo Stefano è un luogo di culto cattolico dalle forme neoromaniche, situato in strada Viazza di Martorano 7 a Martorano, frazione di Parma, in provincia e diocesi di Parma; è sede di una parrocchia compresa nella zona pastorale della città.

## Storia
L'originario luogo di culto romanico fu costruito in epoca medievale; la più antica testimonianza della sua esistenza risale al 1230, quando la Capella de Martorano fu citata nel Capitulum seu Rotulus Decimarum della diocesi di Parma tra le dipendenze della pieve di Sant'Eulalia a Sant'Ilario d'Enza.
Nel 1494 fu menzionata per la prima volta l'intitolazione dell'edificio a santo Stefano protomartire, nel Regesto antico diocesano.
Entro il 1564 la chiesa fu elevata a sede parrocchiale, ma continuò a dipendere fino al 1828 dalla pieve di Sant'Ilario, che fu annessa in quell'anno alla diocesi di Reggio Emilia.
Nel 1940 il tempio, modificato più volte nei secoli, fu profondamente ristrutturato in stile neoromanico; nel corso dell'intervento la facciata fu rivestita in laterizio, le volte furono sostituite con una serie di capriate lignee sul modello di quelle originarie e gli interni furono decorati e arricchiti di un nuovo altare maggiore marmoreo.
Il 9 novembre del 1983 una forte scossa sismica causò vari danni all'edificio, che l'anno seguente fu interamente restaurato e consolidato strutturalmente; anche il campanile fu interessato dai lavori, che comportarono il rinforzo dei muri perimetrali, il rifacimento degli intonaci e la completa ricostruzione della guglia di copertura.

## Descrizione

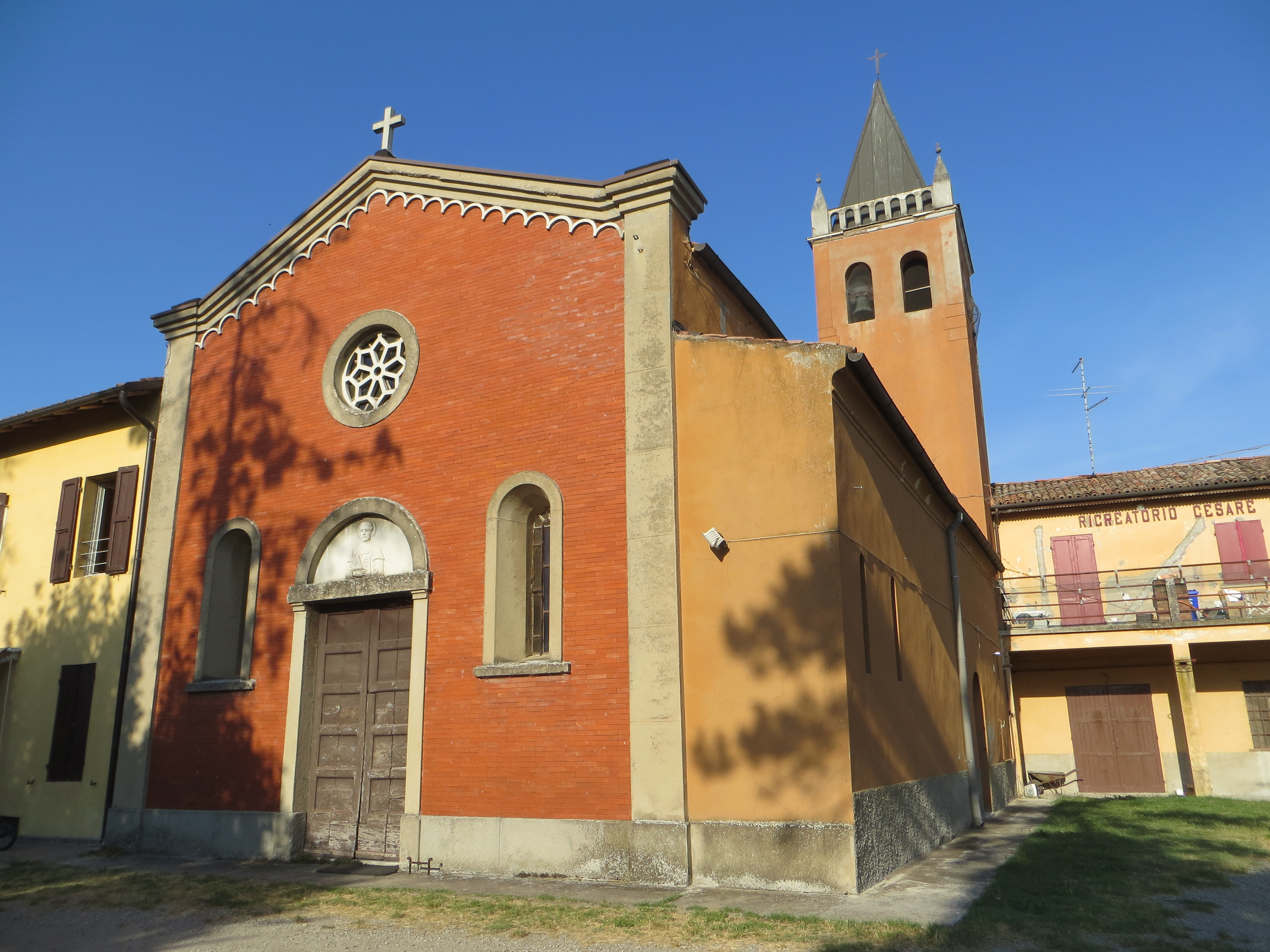
Facciata e lato sud

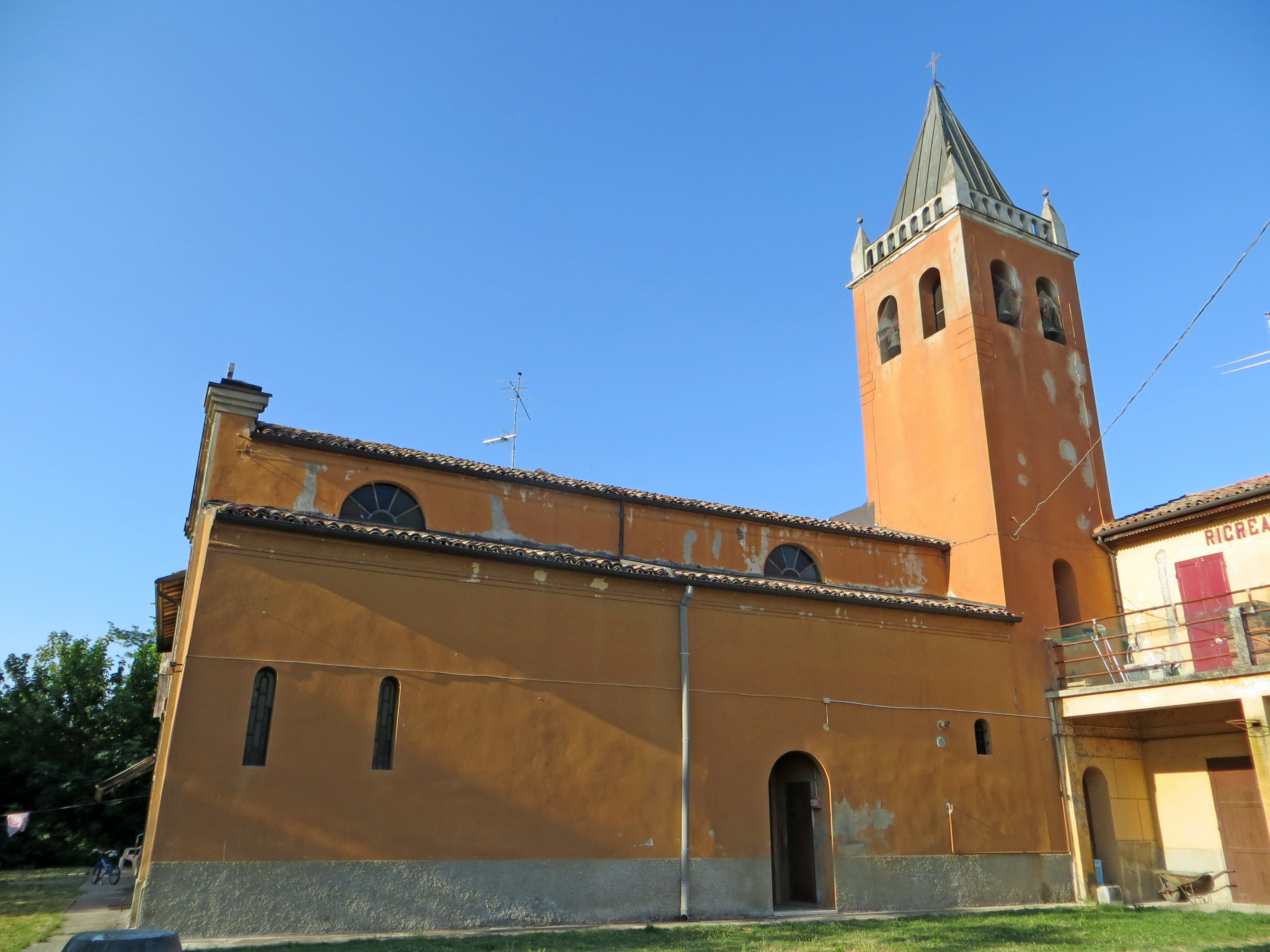
Lato sud e campanile

La chiesa si sviluppa su un impianto a navata unica affiancata da due cappelle sul lato destro e una su quello sinistro, con ingresso a ovest e presbiterio absidato a est.
La simmetrica facciata a capanna, rivestita in laterizio, è affiancata da due lesene coronate da capitelli; al centro è collocato il portale d'ingresso, inquadrato da due piedritti e un architrave, su cui si eleva una lunetta a tutto sesto contenente un altorilievo in pietra; ai lati si aprono due alte monofore strombate ad arco a tutto sesto, delimitate da cornici; più in alto è posto nel mezzo un rosone incorniciato, mentre lungo le due falde del tetto si sviluppa, sotto al cornicione modanato, una fascia ad archetti pensili.
Al fianco nord è addossata la canonica; dal lato sud aggettano le cappelle e, sul fondo, l'oratorio accanto al campanile; la massiccia torre intonacata si eleva su una base quadrata; la cella campanaria si affaccia sulle quattro fronti attraverso coppie di monofore ad arco a tutto sesto; in sommità si elevano quattro pinnacoli piramidali sugli spigoli, collegati da balaustre, mentre nel mezzo si erge un'alta guglia piramidale rivestita in rame.
All'interno la navata, coperta da una soffitto ligneo a due falde retto da una serie di capriate, è affiancata dalle ampie arcate a tutto sesto delle cappelle laterali, sostenute da paraste doriche.
Il presbiterio, lievemente sopraelevato, è preceduto dall'arco trionfale, decorato con affreschi a motivi geometrici e chiuso da una balaustra marmorea; l'ambiente, coperto da una volta a botte dipinta, accoglie l'altare maggiore a mensa in marmo scolpito, aggiunto nel 1970 circa; sul fondo l'abside, chiusa superiormente dal catino a semicupola, è illuminata da due finestre laterali.
La chiesa conserva alcune opere di pregio, tra cui un olio raffigurante il Martirio di santo Stefano, realizzato nel 1856 da Vincenzo Bertolotti su commissione della duchessa Luisa Maria di Berry, un dipinto rappresentante il Santissimo Sacramento adorato dai santi Stefano, Giuseppe, Luigi Gonzaga, una santa monaca, un'altra santa, Antonio da Padova e un santo papa, eseguito da Giuseppe Martini intorno al 1810, due ancone ottocentesche in stucco, una credenza ottocentesca, una pianeta settecentesca in seta, un tronetto espositivo settecentesco in legno laccato, un turibolo seicentesco in argento, due ostensori settecenteschi in argento e due reliquiari seicenteschi in legno argentato e dorato.